# Eptatretus hexatrema
Eptatretus hexatrema is een soort uit de familie der slijmprikken (Myxinidae). Ze komt voor in het zuidelijk deel van de Atlantische Oceaan en is waargenomen van Walvisbaai in Namibië tot Durban (Zuid-Afrika). De dieren kunnen ongeveer 80 cm lang worden.
Johannes Peter Müller beschreef de soort in 1834 aan de hand van specimen afkomstig uit de Tafelbaai bij Kaapstad (de beschrijving werd in 1836 gepubliceerd). Müller gaf aan de soort de wetenschappelijke naam Bdellostoma hexatrema.